# 王奋彦
王奋彦（1962年4月—），甘肃天水人，汉族，中国共产党党员。中华人民共和国政治人物、第十三届全国人民代表大会甘肃省代表。

## 生平
2018年2月24日，王奋彦被选为甘肃省出席第十三届全国人民代表大会代表。2023年1月，政协甘肃省第十三届委员会常务委员会第一次会议上，王奋彦被任命政协甘肃省委员会经济委员会主任。